# Герб Псковского района
Герб муниципального образования «Пско́вский район» Псковской области Российской Федерации.
Герб утверждён решением Собрания депутатов Псковского района № 15 от 4 апреля 2001 года.
Герб внесён в Государственный геральдический регистр Российской Федерации под регистрационным номером 702.

## Описание герба
«В лазоревом (синем, голубом) поле на зелёной земле, идущий золотой барс с черными пятнами, черным кончиком носа, золотыми языком, зубами и кистью на хвосте; во главе, выходящая из серебряного облака десница (раскрытая длань); щит имеет золотое о пяти концах титло (турнирный воротник) обременённое двумя лазоревыми рыбами».

## Обоснование символики
За основу герба муниципального образования «Псковский район» взят исторический герб города Пскова Псковского Наместничества, утверждённый 28 мая 1781 года.
При составлении герба муниципального образования «Псковский район» в герб города Пскова добавлено сферическое изображение земли, говорящее о том, что район является «зелёным поясом» города, а титло (турнирный воротник) — геральдическая фигура означающая, что район неразрывно связан с городом Псковом.
Рыба-снеток показывает основное богатство Псковского озера.
Зелёный цвет в гербе символизирует природу района. Зелёный цвет также символ плодородия, надежды и здоровья. Золото символ высшей ценности, величия, прочности, силы, великодушия. Серебро — символ простоты, совершенства, мудрости, благородства, мира, взаимосотрудничества. Голубой цвет в геральдике — символ красоты, безупречности, возвышенных устремлений, добродетели.
Герб разработан при содействии Союза геральдистов России.
Авторы герба: идея — Константин Мочёнов (Химки), Виктор Саханенок (Псков), Галина Игнатьева (Псков); художник — Роберт Маланичев (Москва); компьютерный дизайн — Сергей Исаев (Москва).